# Oscar Roloff
Georg Oscar Roloff (geb. 26. Januar 1840 in Berlin; gest. 22. August 1911 ebenda) war ein deutscher Fotograf, Verlagsbuchhändler und Schriftsteller.

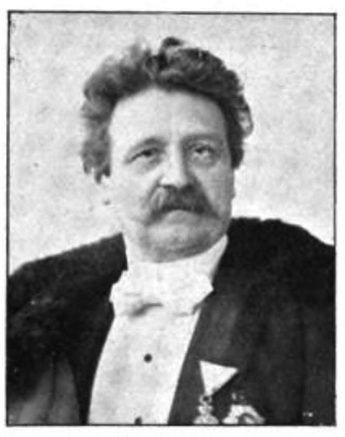
Oscar Roloff (vor 1909)

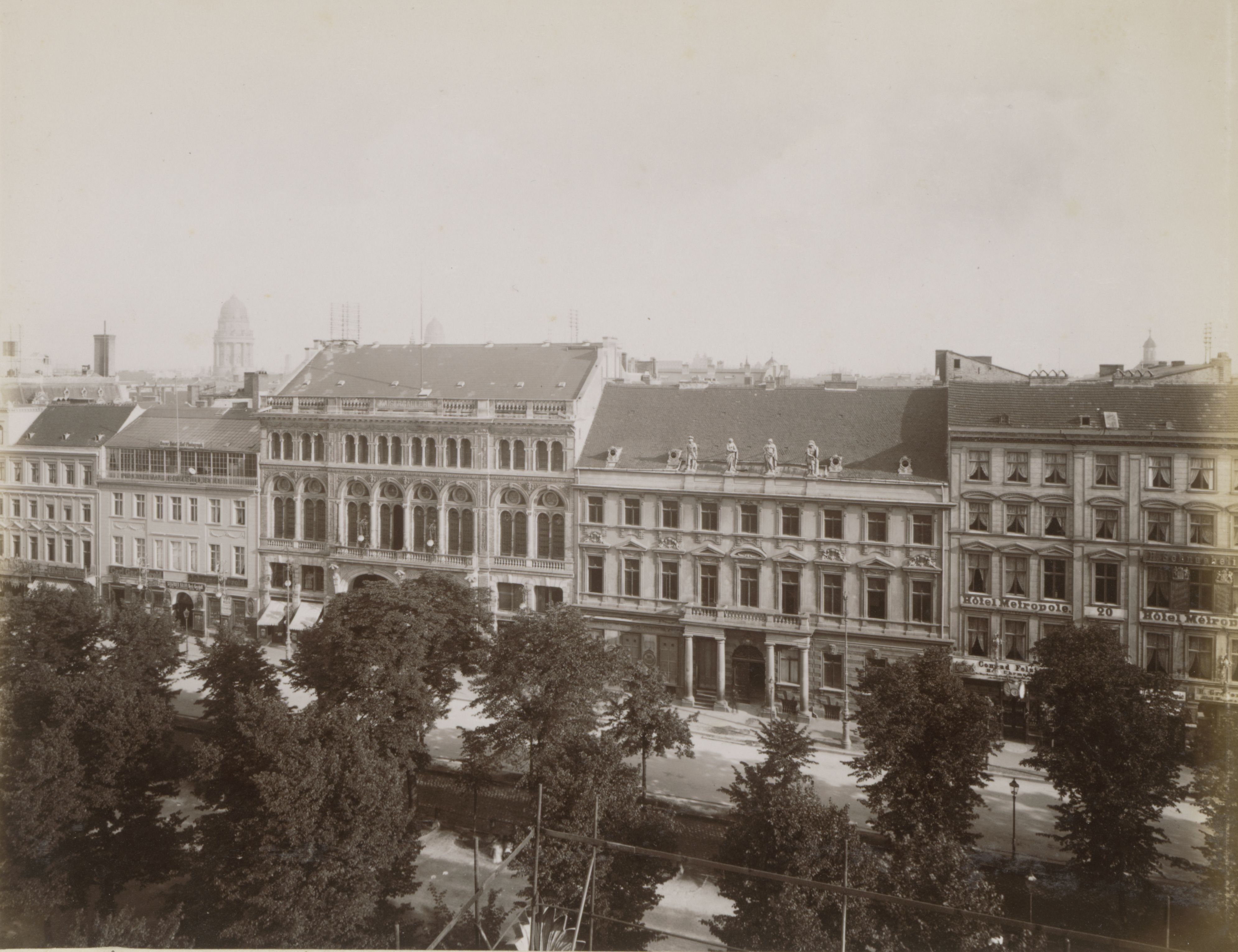
Die Häuser Unter den Linden 24 bis 20. Im zweiten Haus von links, Unter den Linden 24, ist im Dachgeschoss das Fotoatelier des Hof-Photographen Oscar Roloff erkennbar. Aufnahme von F. Albert Schwartz

## Lebensweg
Georg Oscar Roloff wurde am 26. Januar 1840 in Berlin als Sohn von Georg Wilhelm und Friedrike Auguste Therese Roloff geboren. Nach Abschluss seiner Lehre zum Buchhändler wurde er Geschäftsführer einer größeren Verlagsbuchhandlung. Als Buchhändler verfasste und veröffentlichte er auch eigene Gedichte, Novellen und Dramen. Nach zweijähriger Selbständigkeit als Buchhändler wurde er auch Photograph. Oscar Roloff betrieb seit 1864 als Verlagsbuchhändler nebenbei ein Atelier in der Leipziger Straße 114. Er beschäftigte 1871 drei Mitarbeiter. Im Jahre 1871 erhielt er den Titel „Hof-Photograph Seiner Königlichen Hoheit des Großherzogs von Mecklenburg-Schwerin und Seiner Durchlaucht des Fürsten von Schwarzburg-Rudolstadt“.
Für das Jahr 1871 ist ein Fotostudio Roloffs in der Leipziger Straße 114 nachweisbar. Im Jahr 1872 gab es ein Atelier Roloffs in der Brandenburgstraße 25. Roloff betrieb von 1871 bis 1895 und von 1897 bis 1900 ein Fotoatelier in der Jerusalemer Straße 59, Ecke Kochstraße. Von 1873 bis 1878 war ein Atelier Roloffs in der Oranienstraße 81/82, von 1879 bis 1885 in der Taubenstraße 20. Oscar Roloff übernahm ab Oktober 1885 auch das Fotoatelier von Carl Suck im Gerold’schen Haus Unter den Linden 24, zwischen der Hofkonditorei Kranzler und der Kaisergalerie. Das Studio Unter den Linden 24 betrieb Roloff bis 1892. Im Jahr 1893 befand sich ein Roloff’sches Fotoatelier in der Charlottenstraße 63.
Roloffs Atelier verkaufte unter anderem Bildserien im Carte-de-Visite-Format, darunter:
- „Gallerie schöner Tänzerinnen“
- „Gallerie lebender Schönheiten (Große Damenköpfe)“
- „Gallerie berühmter Schönheiten Frankreichs“[8]
- „Galerie von 200 der schönsten Damen Berlins“[9]

Der dänische Fotograf Axel Jens From-Løvstrøm (1872–1944) aus Aalborg wurde in Berlin bei Oscar Roloff ausgebildet.
Am 30. Juli 1865 heiratete Roloff seine erste Ehefrau Bertha Gustava Mathilde, geb. Bennin.
Im Jahr 1866 wurde der Buchhändler Oscar Roloff im Börsenblatt des deutschen Buchhandels der Kampfpreisunterbietung beschuldigt – er habe Bücher bis zu 20 Prozent unter den in den Verlagskatalogen vorgesehenen Einzelhandelspreisen verkauft. Roloff erwiderte, dass die Höhe seiner Preisnachlässe keineswegs unüblich sei. Die Buchpreisbindung wurde in Deutschland im Jahr 1888 eingeführt, also erst 22 Jahre nach diesem Disput.
1867 war Oscar Roloff in eine Auseinandersetzung über Bildrechte verwickelt. Die Firma Kuntzmann & Co. in Berlin, eine auch mit Fotografien handelnde Kunsthandlung mit Verlag, hatte unter Hinweis auf Roloffs mögliche Verstöße gegen Leistungsschutzrechte vor dem Kauf von Fotografien ihres Konkurrenten gewarnt. Dieser hatte sich daraufhin im Börsenblatt des deutschen Buchhandels in recht barschem Ton gegen diese Vorwürfe verwahrt. Dies trug ihm, ebenfalls im Börsenblatt, eine Zurechtweisung durch den Verein deutscher Verleger zum Schutze gegen unerlaubte Vervielfältigung ein, die feststellten, dass Oscar Roloff sich zu Lasten der Rechteinhaber der Anfertigung und Verbreitung zahlreicher Fälschungen schuldig gemacht habe, wollten ihm jedoch zugutehalten, dass er womöglich im „guten Glauben“ gehandelt habe.
Im April 1867 bot Roloff sein „dem Kriegsministerium und Norddeutschen Parlament gegenüber“, demnach also in der Leipziger Straße, gelegenes Buchhandelsgeschäft zum Verkauf an, da ihn sein fotografisches Geschäft zu stark in Anspruch nehme. Ganz aus dem Buchhandel ausgestiegen zu sein scheint Roloff aber nicht, denn noch 1870 ist er Inhaber einer Buchhandlung in der Brunnenstraße 37. Im Oktober 1874 schied Roloff aus der Corporation der Berliner Buchhändler aus. Noch das kaufmännische Adressbuch von 1885 verzeichnet Oscar Roloff als „Hof-Photograph u. Verlagsbuchhändler“.
Ab 1878 stellte Roloff seine Wohnräume für Treffen des 1827 von Moritz Gottlieb Saphir gegründeten literarischen Vereins „Tunnel über der Spree“ („Tunnel supra spream“) zur Verfügung und wurde Schatzmeister und Archivar dieses Literaturzirkels. Roloff verwahrte den Nachlass des „Tunnels“, der erst nach seinem Tod im August 1911 an die Berliner Humboldt-Universität übergeben wurde. Seine Witwe, Emma Roloff, erwies sich dabei (so Roland Berbig) „als würdiges Exemplar einer Schriftstellerwitwe“: Ihre Forderungen reichten von einem Grabstein mit würdigender Inschrift über das Aufführen der Theaterstücke ihres verstorbenen Mannes im Königlichen Schauspielhaus und ein gerahmtes Anerkennungsdiplom für seine Tätigkeit als letzter Schatzmeister des „Tunnels“ bis hin zu einem Zuschuss zu den Druckkosten für sein lyrisches Werk.
Am 5. November 1892 heiratete Roloff in Berlin seine zweite Ehefrau, Emma Wilhelmine Karoline, geb. Bremer.
Sein Fotogeschäft in der Jerusalemer Str. 59, 3. Stock, hat Roloff bis 1909 fortgeführt.
Roloff starb am 22. August 1911 im Alter von 71 Jahren in Berlin.
Ein Fotoatelier unter der Firma Oscar Roloff in der Jerusalemer Str. 59, dritter Stock, ist noch bis 1928 nachweisbar. Geschäftsnachfolger Roloffs war ab 1910 der Fotograf Arthur Schulz (1871–1927). Ab 1928 führte dessen Witwe Gertrud Schulz (1876–1954, geb. Bethge) die Firma weiter. Erst 1943 wurde die Firma Oscar Roloff aus dem Handelsregister gelöscht.

## Auszeichnungen
- Hof-Photograph des Großherzogs von Mecklenburg-Schwerin und des Fürsten von Schwarzburg-Rudolstadt (1871)[1]
- Kaiserlich türkischer Medschidieh-Orden[26]
- Königlich serbische goldene Hofmedaille mit der Krone am Bande (1898)[27]
- Goldene Medaille für Kunst und Wissenschaft am Bande (wohl 1877?)

## Schriften
- Mistewoi. Aus der Wendenzeit, Berlin, 1860, Geelhaar-Verlag

- Ein Feenkuß. Poesie und Prosa, 1. und 2. Auflage, Berlin 1863, Wohlgemuth-Verlag, wiederveröffentlicht circa 1873 im Marcus-Verlag, Berlin

- Wlaska oder der Amazonenkrieg in Böhmen. Drama in 5 Akten, nebst einem Vorspiel: Libussa’s Tod. Zeit 738 bis 744, Berlin, Bouillon, 1887

- Diana von Turgis, Schauspiel in 5 Acten und einem Vorspiel, 1887

- Das geistige Leben der deutschen Nation, 1891

## Fotorevers-Galerie

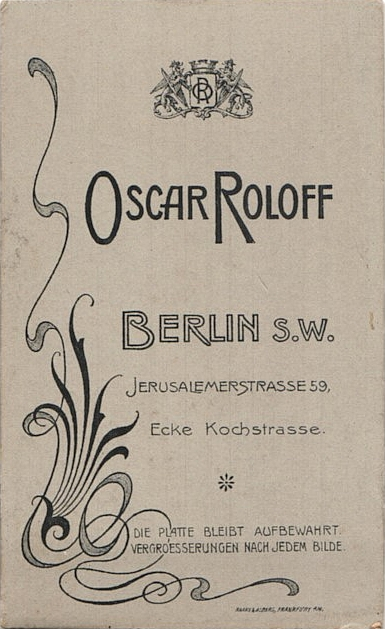
Jerusalemer Str. 59
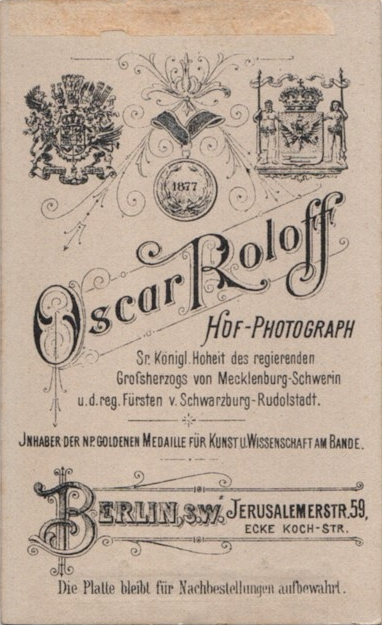
Jerusalemer Str. 59
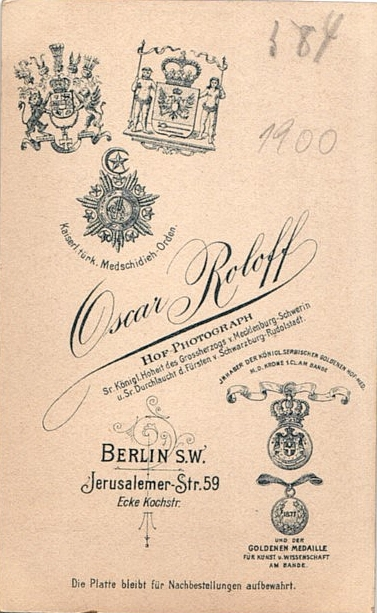
Jerusalemer Str. 59
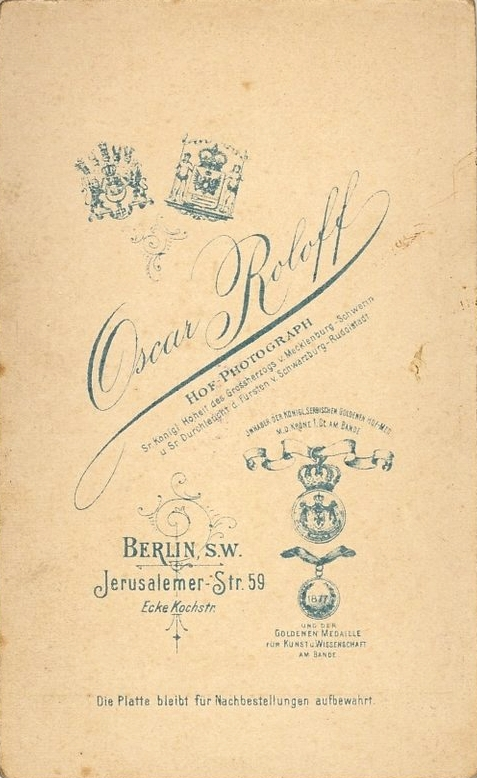
Jerusalemer Str. 59
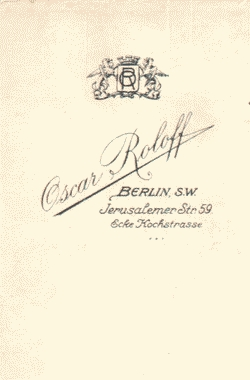
Jerusalemer Str. 59
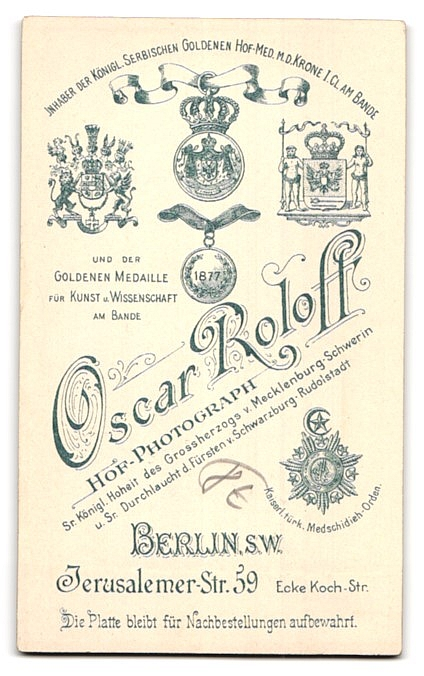
Jerusalemer Str. 59
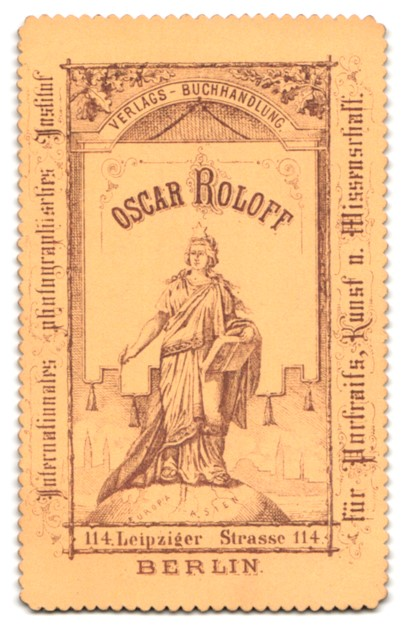
Leipziger Str. 114
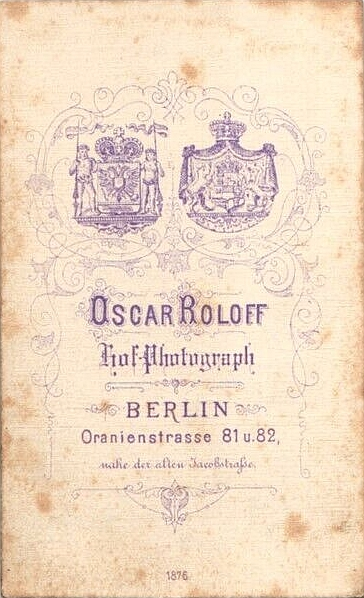
Oranienstr. 81 u. 82
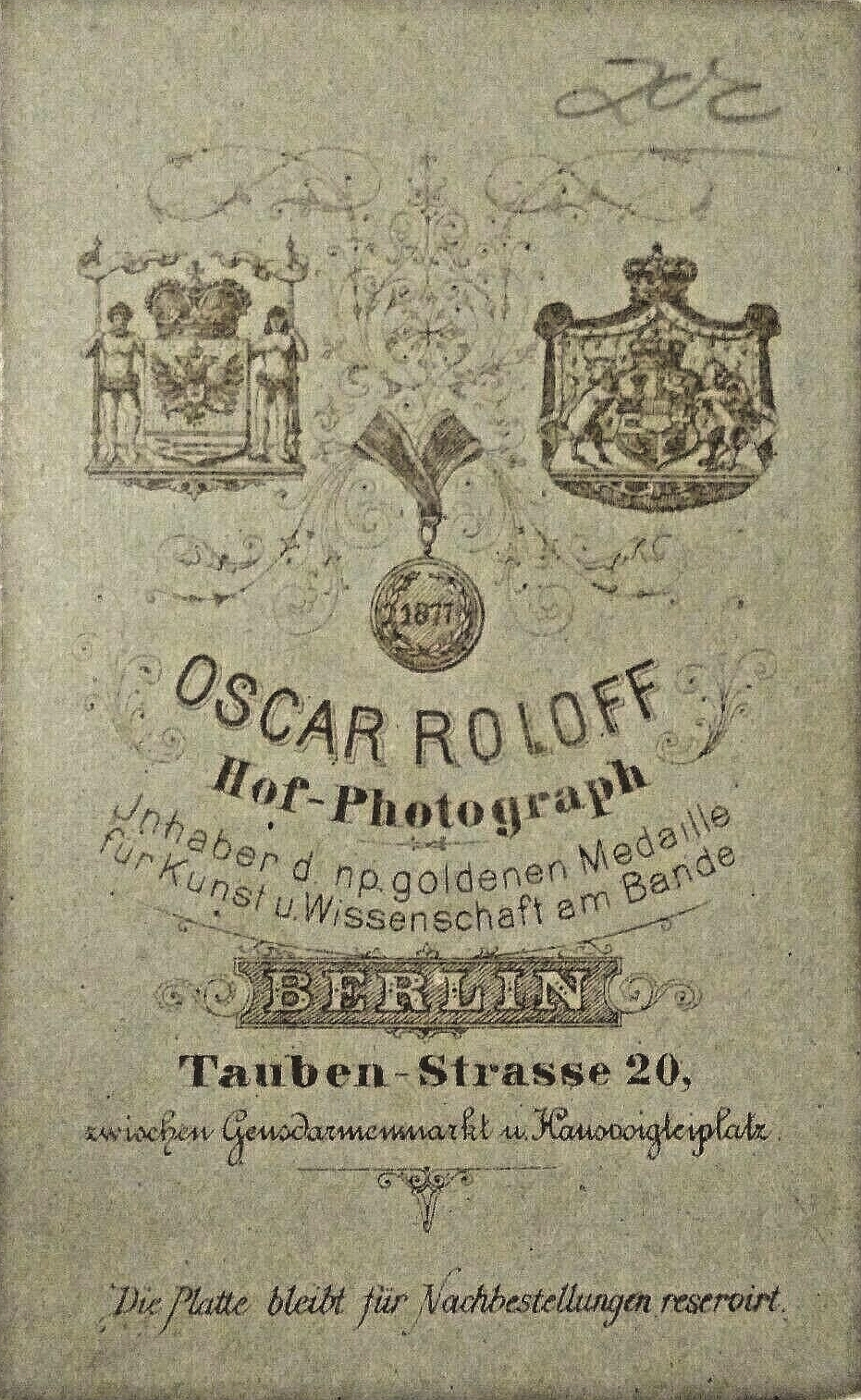
Taubenstr. 20
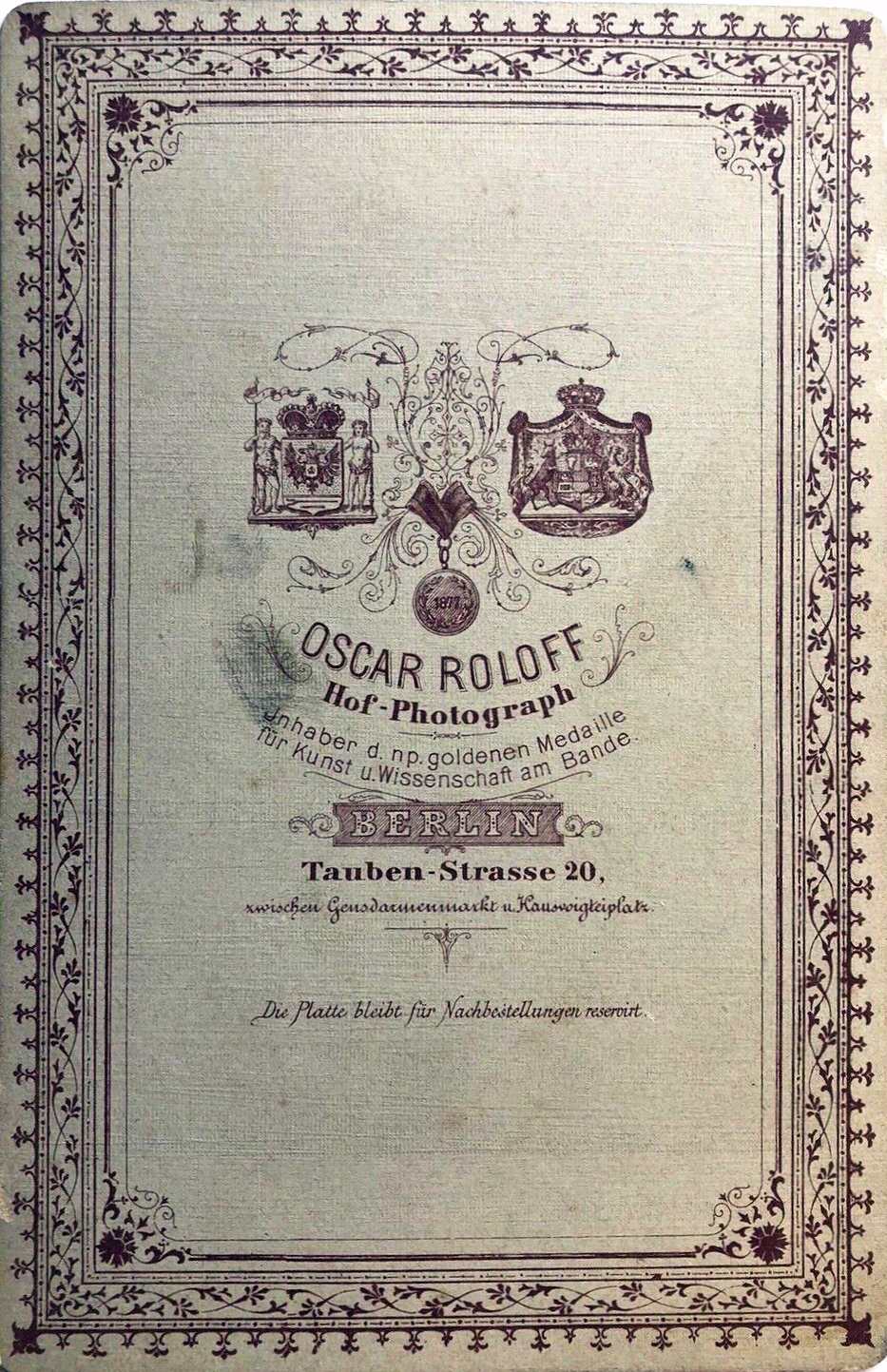
Taubenstr. 20
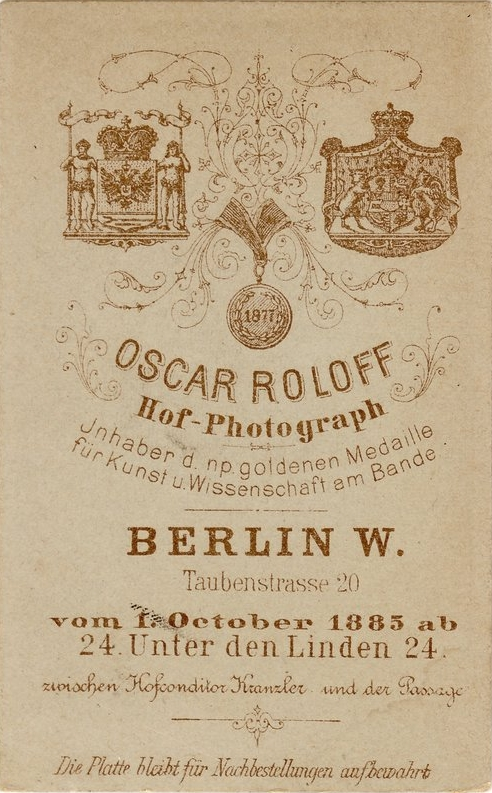
Taubenstr. 20 / Unter den Linden 24
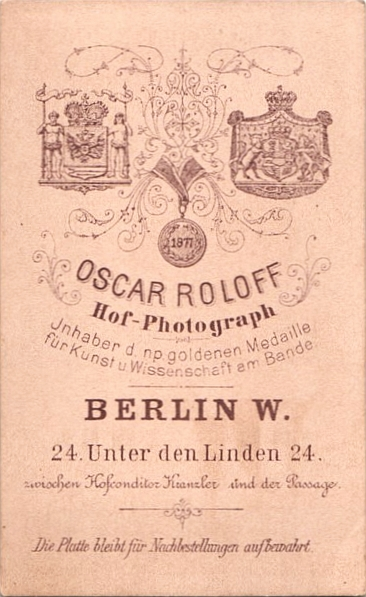
Unter den Linden 24